# TPPP
TPPP (англ. Tubulin polymerization promoting protein) – білок, який кодується однойменним геном, розташованим у людей на короткому плечі 5-ї хромосоми. Довжина поліпептидного ланцюга білка становить 219 амінокислот, а молекулярна маса — 23 694.
| 10         |  | 20         |  | 30         |  | 40         |  | 50         |
| ---------- |  | ---------- |  | ---------- |  | ---------- |  | ---------- |
| MADKAKPAKA |  | ANRTPPKSPG |  | DPSKDRAAKR |  | LSLESEGAGE |  | GAAASPELSA |
| LEEAFRRFAV |  | HGDARATGRE |  | MHGKNWSKLC |  | KDCQVIDGRN |  | VTVTDVDIVF |
| SKIKGKSCRT |  | ITFEQFQEAL |  | EELAKKRFKD |  | KSSEEAVREV |  | HRLIEGKAPI |
| ISGVTKAISS |  | PTVSRLTDTT |  | KFTGSHKERF |  | DPSGKGKGKA |  | GRVDLVDESG |
| YVSGYKHAGT |  | YDQKVQGGK  |  |            |  |            |  |            |

A: Аланін

C: Цистеїн

D: Аспарагінова кислота

E: Глутамінова кислота

F: Фенілаланін

G: Гліцин

H: Гістидин

I: Ізолейцин

K: Лізин

L: Лейцин

M: Метіонін

N: Аспарагін

P: Пролін

Q: Глутамін

R: Аргінін

S: Серин

T: Треонін

V: Валін

W: Триптофан

Кодований геном білок за функцією належить до фосфопротеїнів. 
Локалізований у цитоплазмі, цитоскелеті, ядрі.